# Liga de Balompié Mexicano
Liga de Balompié Mexicano é uma liga de futebol profissional do México. É a primeira divisão do sistema de liga da Asociación Nacional de Balompié Mexicano (ANBM).
A liga é uma alternativa à Liga MX, que é organizada pela Federação Mexicana de Futebol (a única entidade que representa o México antes da FIFA ), portanto a liga não é reconhecida pela FIFA. De acordo com o seu presidente Carlos Salcido, ele procurará ingressar na CONIFA .

## História
A Liga de Balompié Mexicano (Liga Mexicana de Futebol) foi fundada em 29 de janeiro de 2020 com o objetivo de proporcionar outra oportunidade de desenvolvimento para jogadores de futebol que não conseguiram vaga em nenhum dos times das principais ligas mexicanas de futebol, em além de levar o futebol profissional a locais que não tiveram presença suficiente de instituições esportivas ou que não possuem instalações adequadas para participar da Liga MX ou Ascenso MX .
Em 22 de fevereiro de 2020, foi realizada a primeira assembléia da equipe da liga.

## Formato da Competição
As equipes da liga jogarão um torneio de mesa única por temporada. O finalista do campeonato avança diretamente para a final do campeonato, conhecida como Super Final no final do ciclo regular. Os clubes classificados nas segunda, terceira, quarta e quinta posições se qualificarão para a fase final para determinar o segundo participante da final do campeonato. Os critérios de desempate na fase semifinal estão na seguinte ordem: Pontuação global, gols fora e tabela geral. Um empate após o tempo regulamentar na final do campeonato será resolvido por pênaltis .
Como a maioria dos torneios de futebol, três pontos são concedidos por vitória, um por empate e zero unidades em caso de derrota.
As equipes têm o direito de inscrever cinco jogadores estrangeiros, no entanto, apenas três podem participar do campo de jogo.
As equipes devem cumprir as obrigações de infraestrutura para participar da Liga, incluindo estádios com capacidade mínima de 5.000 espectadores, além de manter suas instalações em bom estado.

## Equipes
| Times                     | Cidade                              | Estádio                    | Capacidade      |
| Membros da ANBM           | Membros da ANBM                     | Membros da ANBM            | Membros da ANBM |
| ------------------------- | ----------------------------------- | -------------------------- | --------------- |
| Atlético Capitalino       | Texcoco, México.                    | Estadio Claudio Suárez     | 4,000           |
| Chapulineros de Oaxaca    | San Jerónimo Tlacochahuaya, Oaxaca. | Independiente MRCI         | 3,000           |
| Industriales de Naucalpan | Cidade do México                    | Jesús Martínez             | 6,000           |
| Inter de Amecameca        | Amecameca, México.                  | Estadio Francisco Flores   | 3,000           |
| Furia Roja de Jesús María | Jesús María, Jalisco.               | Ramírez Nogales            | 1,500           |
| Halcones de Querétaro     | Cadereyta, Querétaro.               | Unidad Deportiva Municipal | 1,000           |
| Mezcaleros                | San Jerónimo Tlacochahuaya, Oaxaca. | Independiente MRCI         | 3,000           |
| Toros Neza Fútbol Club    | Nezahualcóyotl, México              | Neza 86                    | 18,000          |